# Gyula Halasy
Gyula Halasy (n. 19 iunie 1891, Kisvárda, Szabolcs-Szatmár-Bereg, Ungaria – d. 20 decembrie 1970, Budapesta, Republica Populară Ungară) a fost un trăgător de tir ce a reprezentat Ungaria, medaliat olimpic. A participat la o ediție a Jocurilor Olimpice (1924) în care a câștigat o medalie de aur.

## Participări
Lista de mai jos prezintă principalele competiții la care a participat Gyula Halasy de-a lungul carierei.
- shooting at the 1924 Summer Olympics – men's trap[*]